# Faun (группа)
Faun (с нем. — «Фавн») — немецкая группа, играющая в жанре фолк, дарквейв и мидивал-фолк-рок. Основана в 1999 году в Мюнхене.
Музыка группы сочетает в себе игру на средневековых и древних инструментах с современными акцентами. Выступление группы включает в себя множество различных инструментов, таких как кельтская арфа, никельхарпа, волынка, цимбалы, различные барабаны, лютни, флейты, колёсная лира и многие другие. Все это сопровождается женским и мужским вокалом. Группа исполняет песни на многих европейских современных и древних языках, таких как английский, старо-английский, немецкий, латинский, португальский, финский, итальянский и многих других.

## Состав группы
- Оливер Тир — вокал, никельхарпа, кельтская арфа, ирландский бузуки, варган, саз, тар, гитара
- Фиона Фреверт — вокал, флейты, шалюмо, поммер, волынка, домбра, ребаб, фисгармония
- Лаура Фелла (с 2017 года) — вокал, бубен
- Штефан Грот (с 2012 года) — вокал, колёсная лира, цистра, флейты
- Рюдигер Мауль — перкуссия, ударные
- Нил Митра — семплер, синтезатор

Самый популярный по числу просмотров на YouTube клип группы Tanz mit mir был записан в сотрудничестве с Бьёрном Ботом, исполнившим мужскую партию в дуэте с Катей Мосленер. Бьёрн Бот в состав группы Faun не входит, а является вокалистом группы Santiano.

## Дискография

### Студийные альбомы
- 2002 — Zaubersprüche
- 2003 — Licht
- 2005 — Renaissance
- 2007 — Totem
- 2009 — Buch der Balladen (книга баллад) — (acoustic CD)
- 2011 — Eden
- 2013 — Von den Elben
- 2014 — Luna
- 2016 — Midgard
- 2018 — XV — Best Of
- 2019 — Märchen & Mythen
- 2022 — Pagan

### Концертные альбомы
- 2008 — FAUN & the pagan folk festival
- 2015 — Luna + Live & Acoustic in Berlin
- 2017 — Midgard (Tour Edition)

## Видеография
DVD:
- 2004 — Lichtbilder
- 2007 — Ornament
- 2013 — Von Den Elben (Deluxe Edition) CD+DVD

Клипы
- 2007 — «Tinta»
- 2008 — «Egil Saga»
- 2013 — «Diese kalte Nacht»
- 2013 — «Tanz mit mir» (Teaser)
- 2013 — «Mit dem Wind» (Teaser)
- 2013 — «Wenn wir uns wiedersehen» (Teaser)
- 2014 — «Buntes Volk»
- 2014 — «Walpurgisnacht»
- 2016 — «Federkleid»
- 2016 — «Sonnenreigen(Lughnasad)» [schippet]
- 2016 — «Alba II» [schippet]
- 2018 — «Feuer»
- 2020 — «Rosenrot»